# Bleistraße 4 (Stralsund)

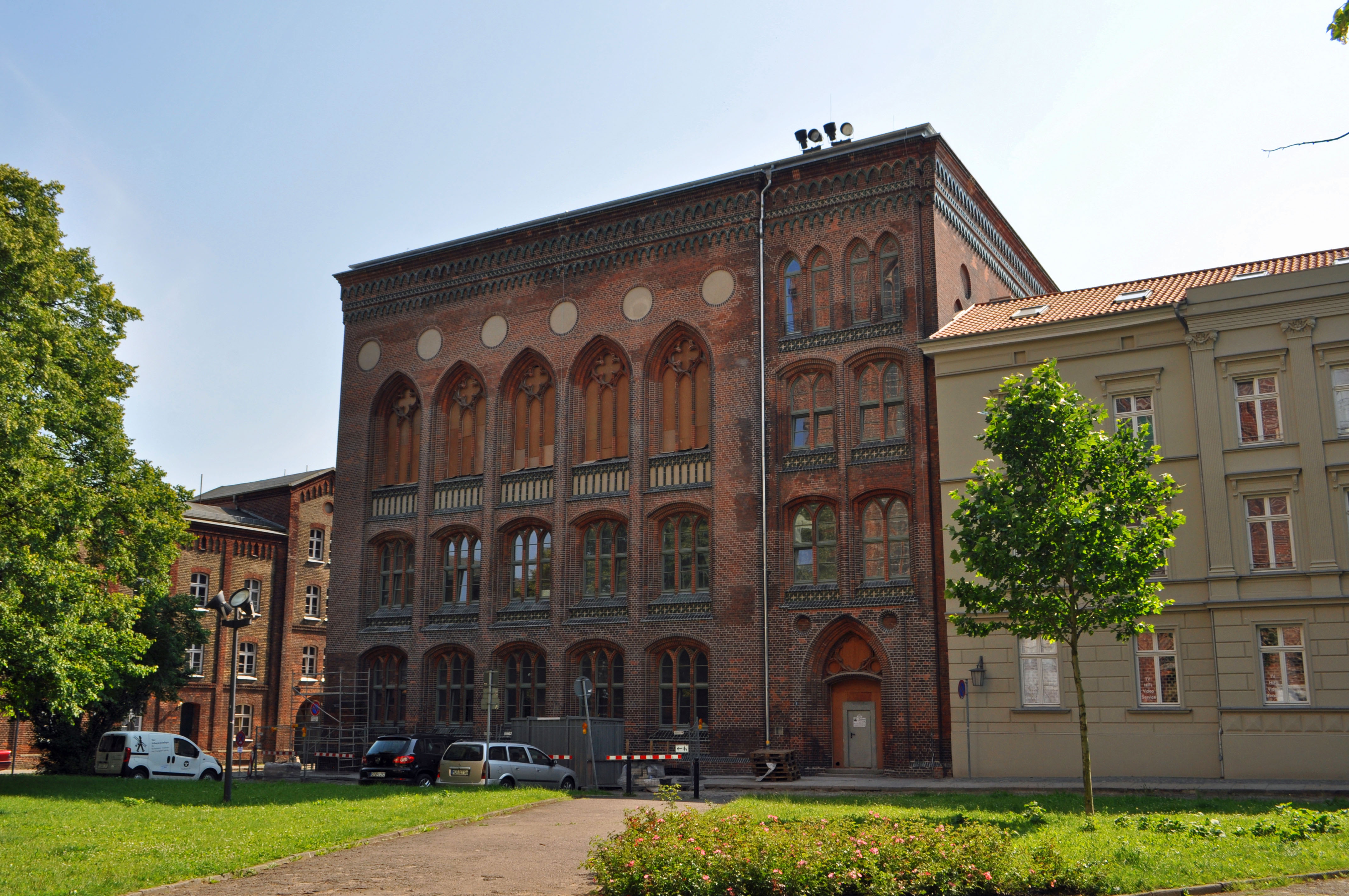
Das Haus Bleistraße 4 in Stralsund (2013)

Das Haus mit der postalischen Adresse Bleistraße 4 ist ein denkmalgeschütztes Gebäude in der Hansestadt Stralsund in der Bleistraße.
Das dreigeschossige Haus aus Backstein wurde im Jahr 1875 nach Entwürfen von Ernst von Haselberg im Stil der Neugotik gebaut. Es wurde am 3. August 1875 festlich eingeweiht.
Die Hauptfront weist zur St.-Marien-Kirche. Sie zeigt einen viergeschossigen Teil mit Spitzbogenportal und einen dreigeschossigen, fünfachsigen Teil mit hohen, dreigeteilten Fenstern. Die Maßwerkfenster im zweiten Obergeschoss sind spitzbogig geschlossen, die Fenster im Erdgeschoss und im ersten Obergeschoss segmentbogig.
Den oberen Abschluss des Gebäudes bildet ein mehrstöckiger Fries.
Das Haus liegt im Kerngebiet des von der UNESCO als Weltkulturerbe anerkannten Stadtgebietes des Kulturgutes „Historische Altstädte Stralsund und Wismar“. In die Liste der Baudenkmale in Stralsund ist es mit der Nummer 106 eingetragen.
Das Haus wurde zunächst als Realschule genutzt, ab 1882 als Realgymnasium, ab 1914 als Oberrealschule und ab 1941 als Oberschule für Jungen; nach dem Zweiten Weltkrieg befand sich in dem Gebäude einen nach Karl Krull benannte Berufsschule, die nach 1990 zur „Berufsschule für Handwerk, Dienstleistung und Industrie“ umbenannt wurde und bis ins Jahr 2005 hier bestand. In den Jahren 2012 bis 2013 wurde das Gebäude saniert und wird seitdem für Arztpraxen und Wohnungen genutzt.